# Ђумрук
Ђумрук (тур. gümrük) је турски израз који се раније, у 19. веку, користио за царину. Назив за особу која је наплаћивала ђумрук је ђумругџија.
Када је књаз Милош Обреновић први пут истакао српску заставу и био оптужен од султана да покушава да од Србије направи државу, за шта му је лако могла „летети глава“, Милош се бранио да је заставу истицао само „через ђумрука“. 
Вук Караџић је током свог живота око годину дана био ђумругџија.
Ђумрукана у Београду је подигнута 1834, служила је преко сто година, срушена је у савезничком бомбардовању 1944.